# ابوت (ویرجینیای غربی)
ابوت، غرب ویرجینیا (به انگلیسی: Abbott, West Virginia) در ایالات متحده آمریکا است که در ویرجینیای غربی واقع شده‌است.